# Kō Ishikawa
Kō Ishikawa (石川 巧?, Ishikawa Kō; Santa Cruz de la Sierra, 10 marzo 1970) è un ex calciatore giapponese, di ruolo difensore.